# 2736 Ops
A 2736 Ops (ideiglenes jelöléssel 1979 OC) a Naprendszer kisbolygóövében található aszteroida. Edward L. G. Bowell fedezte fel 1979. július 23-án.